# Club Baloncesto Estudiantes 1999-2000
Questa voce raccoglie le informazioni riguardanti il Club Baloncesto Estudiantes nelle competizioni ufficiali della stagione 1999-2000.

## Stagione
La stagione 1999-2000 del Club Baloncesto Estudiantes è la 44ª nel massimo campionato spagnolo di pallacanestro, la Liga ACB.
All'inizio della nuova stagione la Federazione decise di modificare il regolamento riguardo al numero di giocatori extracomunitari consentiti per ogni squadra che così passò a solo due.

## Roster
Aggiornato al 10 novembre 2021.
| Adecco Estudinates 1999-00 | Adecco Estudinates 1999-00 |
| Giocatori                  | Staff tecnico              |
| -------------------------- | -------------------------- |

| N. | Naz.                   | Ruolo | Nome              | Anno | Alt.   | Peso   |  |
| -- | ---------------------- | ----- | ----------------- | ---- | ------ | ------ |  |
| 4  | Stati Uniti (bandiera) | AP    | Andy Toolson      | 1966 | 198 cm | 95 kg  |  |
| 4  | Stati Uniti (bandiera) | AP    | Chandler Thompson | 1970 | 194 cm | 104 kg |  |
| 5  | Spagna (bandiera)      | P     | Gonzalo Martínez  | 1974 | 178 cm |        |  |
| 6  | Spagna (bandiera)      | G     | Pedro Robles      | 1977 | 192 cm |        |  |
| 7  | Spagna (bandiera)      | P     | Luis Muñoz        | 1978 | 183 cm |        |  |
| 8  | Spagna (bandiera)      | G     | Juan Aísa         | 1971 | 194 cm |        |  |
| 9  | Spagna (bandiera)      | AG    | Felipe Reyes      | 1980 | 203 cm | 104 kg |  |
| 10 | Spagna (bandiera)      | A     | Carlos Jiménez    | 1976 | 204 cm | 100 kg |  |
| 11 | Stati Uniti (bandiera) | C     | Shaun Vandiver    | 1968 | 206 cm | 109 kg |  |
| 12 | Spagna (bandiera)      | C     | Asier García      | 1978 | 206 cm |        |  |
| 13 | Spagna (bandiera)      | P     | Nacho Azofra (C)  | 1969 | 185 cm | 83 kg  |  |
| 14 | Spagna (bandiera)      | C     | Alfonso Reyes     | 1971 | 202 cm | 116 kg |  |
| 15 | Spagna (bandiera)      | C     | César Arranz      | 1969 | 203 cm |        |  |

| Allenatore                                                               |
| - Pepu Hernández                                                         |
| Assistente/i                                                             |
| - Angel Miguel Goñi Legenda - (C) Capitano - (IN) Inattivo - Infortunato |

## Mercato

### Sessione estiva
| Acquisti | Acquisti     | Acquisti        | Acquisti   | Acquisti |
| R.a      | Nome         | da              | Modalità   |          |
| -------- | ------------ | --------------- | ---------- | -------- |
| AP       | Andy Toolson | Free agent      | definitivo |          |
| G        | Juan Aísa    | Pau-Lacq-Orthez | definitivo |          |

| Cessioni | Cessioni          | Cessioni      | Cessioni                   | Cessioni |
| R.       | Nome              | a             | Modalità                   |          |
| -------- | ----------------- | ------------- | -------------------------- | -------- |
| C        | Iñaki de Miguel   | Olympiakos    | definitivo (200 milioni ₧) |          |
| AP       | Derell Washington | Lugano Tigers | fine contratto             |          |
| C        | Javier Velázquez  | Murcia        | fine contratto             |          |
| AG       | Enrique Bárcenas  | León          | fine contratto             |          |
| P        | Carlos Braña      | Cordoba       | fine contratto             |          |

### Dopo l'inizio della stagione
| Acquisti | Acquisti     | Acquisti | Acquisti          | Acquisti   |
| R.       | Nome         | da       | Data              | Modalità   |
| -------- | ------------ | -------- | ----------------- | ---------- |
| C        | César Arranz | Granada  | 15 settembre 1999 | definitivo |

| Cessioni | Cessioni     | Cessioni   | Cessioni         | Cessioni       |
| R.       | Nome         | a          | Data             | Modalità       |
| -------- | ------------ | ---------- | ---------------- | -------------- |
| AP       | Andy Toolson | Free agent | 13 novembre 1999 | fine contratto |